# Kritisk truet
Kritisk truet (CR) (engelsk: Critically Endangered) er en betegnelse som anvendes inden for rødlistning af arter.
En art tilhører kategorien "kritisk truet" når der er en overordentligt stor risiko for, at den vil uddø i vild tilstand i meget nær fremtid.
For eksempel, se Kategori:IUCN Rødliste - kritisk truede arter